# 바이오닉 (소프트웨어)
바이오닉(Bionic)은 자사의 안드로이드 운영 체제용으로 구글이 개발한 표준 C 라이브러리(libc, libdl, libm, libpthread 포함)이다. 바이오닉은 리눅스 커널과 함께 사용하는 BSD 라이선스의 C 라이브러리이다. BSD 커널을 요구하는 BSD C 라이브러리, 또 GNU 약소 일반 공중 사용 허가서(GNU LGPL)의 GNU C 라이브러리(glibc)와는 구별된다.

## 지원 아키텍처
바이오닉은 리눅스 커널만 지원하지만 현재는 arm, arm64, mips, mips64, x86, x86-64 아키텍처를 지원한다. 플랫폼 자체는 킷캣 이후의 armv7 with NEON이 필요하지만 NDK r16 이상이라면 NDK는 armv5를 지원하며 여전히 NEON의 유무에 관계없이 armv7을 지원한다. 역사적으로 플랫폼의 부분적 SH-4 지원이 있었으나 탑재된 장치가 없던 까닭에 그 이후로 지원이 제거되었다. NDK는 SH-4를 지원하지 않으며 MIPS와 MIPS64 지원은 NDK에서 제거되었다.

## 같이 보기
- 토이박스